# 費茲洛伊角
63°11′S 55°7′W / 63.183°S 55.117°W
費茲洛伊角是南極洲的海岬，位於茹安維爾島東北端，處於弗利斯灣東部，該海岬在1842年12月30日由英國探險隊發現，以該國水文學家和氣象學家命名。